# Hockey su prato ai Giochi della IX Olimpiade
Le gare di hockey su prato alle olimpiadi estive del 1928 si sono svolte a Amsterdam.

## Partecipanti
- Austria
- Belgio
- Danimarca
- Francia
- Germania
- India Britannica
- Paesi Bassi
- Spagna
- Svizzera
- Cecoslovacchia Ritirata

## Risultati
Le 9 squadre furono divise in due gruppi uno da cinque e l'altro da quattro. Le vincitrici dei gruppi accedevano alla finale, mentre le seconde classificate parteciparono alla finale del terzo posto.

### Gruppo A
Classifica
| POS. | Squadra          | P.ti | G | V | P | S | GF | GS | DR  |
| ---- | ---------------- | ---- | - | - | - | - | -- | -- | --- |
| 1°   | India Britannica | 8    | 4 | 4 | 0 | 0 | 26 | 0  | +26 |
| 2°   | Belgio           | 6    | 4 | 3 | 0 | 1 | 8  | 9  | -1  |
| 3°   | Danimarca        | 4    | 4 | 2 | 0 | 2 | 5  | 8  | -3  |
| 4°   | Svizzera         | 2    | 4 | 1 | 0 | 4 | 2  | 11 | -9  |
| 5°   | Austria          | 0    | 4 | 0 | 0 | 4 | 1  | 14 | -13 |

Incontri
| Amsterdam maggio 1928 | India Britannica | 6 – 0 | Svizzera |  |

| Amsterdam maggio 1928 | Danimarca | 3 – 1 | Austria |  |

| Amsterdam maggio 1928 | India Britannica | 9 – 0 | Belgio |  |

| Amsterdam maggio 1928 | Danimarca | 2 – 1 | Svizzera |  |

| Amsterdam maggio 1928 | Belgio | 3 – 0 | Svizzera |  |

| Amsterdam maggio 1928 | India Britannica | 6 – 0 | Austria |  |

| Amsterdam maggio 1928 | Danimarca | 0 – 1 | Belgio |  |

| Amsterdam maggio 1928 | Austria | 0 – 1 | Svizzera |  |

| Amsterdam maggio 1928 | India Britannica | 5 – 0 | Danimarca |  |

| Amsterdam maggio 1928 | Belgio | 4 – 0 | Austria |  |

### Gruppo B
Classifica
| POS. | Squadra     | P.ti | G | V | P | S | GF | GS | DR |
| ---- | ----------- | ---- | - | - | - | - | -- | -- | -- |
| 1°   | Paesi Bassi | 5    | 3 | 2 | 1 | 0 | 8  | 2  | +6 |
| 2°   | Germania    | 4    | 3 | 2 | 0 | 1 | 8  | 3  | +5 |
| 3°   | Francia     | 2    | 3 | 1 | 0 | 2 | 2  | 8  | -6 |
| 4°   | Spagna      | 1    | 3 | 0 | 1 | 2 | 3  | 8  | -5 |

Incontri
| Amsterdam maggio 1928 | Germania | 5 – 1 | Spagna |  |

| Amsterdam maggio 1928 | Paesi Bassi | 5 – 0 | Francia |  |

| Amsterdam maggio 1928 | Germania | 2 – 0 | Francia |  |

| Amsterdam maggio 1928 | Paesi Bassi | 1 – 1 | Spagna |  |

| Amsterdam maggio 1928 | Germania | 1 – 2 | Paesi Bassi |  |

| Amsterdam maggio 1928 | Francia | 2 – 1 | Spagna |  |

### Finale terzo posto
| Amsterdam 25 maggio 1928 | Belgio | 0 – 3 | Germania |  |

### Finale primo posto
| Amsterdam 25 maggio 1928 | India Britannica | 3 – 0 | Paesi Bassi |  |

## Podi
| Evento                   | Oro | Argento | Bronzo |
| Hockey su prato maschile | India Britannica Richard Allen Dhyan Chand Maurice Gateley William Goodsir-Cullen Leslie Hammond Feroze Khan George Marthins Rex Norris Broome Pinniger Michael Rocque Frederic Seaman Ali Shaukat Jaipal Singh Santosh Manglani Kher Singh Gill | Paesi Bassi Adriaan Katte Rein de Waal Ab Tresling Jan Ankerman Emile Duson Jan Brand August Kop Gerrit Jannink Paul van de Rovaart Robert van der Veen Haas Visser 't Hooft | Germania Georg Brunner Heinz Wöltje Werner Proft Erich Zander Theo Haag Werner Freyberg Herbert Kemmer Herbert Hobein Benno Boche Herbert Müller Fritz Horn Erwin Franzkowiak Hans Haußmann Karl-Heinz Irmer Aribert Heymann Kurt Haverbeck Rolf Wollner Gerd Strantzen Heinz Foerstendorf |